# Musca tridens
Musca tridens är en tvåvingeart som först beskrevs av Louis Augustin Guillaume Bosc 1792.  Musca tridens ingår i släktet Musca och familjen lövflugor.
Artens utbredningsområde är Frankrike. Inga underarter finns listade i Catalogue of Life.